# Chartreuse de la Transfiguration
La chartreuse de la Transfiguration (Charterhouse of the Transfiguration) est la seule chartreuse en Amérique du Nord. Elle se trouve aux États-Unis dans le sud du Vermont près d'Arlington, dans une vallée du mont Equinox (en) et est dédiée à la Transfiguration du Seigneur. Le monastère ne se visite pas. Seuls y sont accueillis les parents des religieux et les candidats à la vie cartusienne, selon la discipline générale de l'ordre. 

## Histoire

### Les débuts
Les chartreux sont arrivés aux États-Unis, grâce au Père Thomas Verner Moore (1877-1969), psychiatre et bénédictin, qui fut prieur de Saint-Anselme de Washington et fondateur en 1942 du collège universitaire St. Anselm's. Entré en 1947 à la chartreuse de Miraflores en Espagne, il est aussi ami d'un ménage fortuné de donateurs, Robert et Louise Hoguet de New York. 
Le P. Moore (en religion dom Paul) est désireux de fonder dans son pays natal et les Hoguet obtiennent une audience privée de Pie XII pendant l'Année Sainte de 1950 à Rome, par l'entremise de Mgr Montini qui suit le dossier. Ils font la même requête auprès du supérieur général de la Grande Chartreuse en France quelque temps plus tard. 
Ils sont mis en rapport avec une donatrice, Miss Elizabeth Pierce, qui, souhaitant entrer chez les Carmélites, cherche à faire don de son domaine dans le Vermont. Ce domaine Sky Farm (la Ferme du Ciel) est idéalement situé et le P. Moore s'y installe en décembre 1950 en compagnie d'un postulant et plusieurs candidats à la vie religieuse.

### Première fondation
Un supérieur, le P. Pawsey, de la chartreuse de Parkminster en Angleterre, arrive au printemps 1951 avec un Frère et la fondation est approuvée peu après. Le monastère se construit peu à peu avec des ermitages et des bâtiments agricoles, deux supérieurs se succèdent, tandis que le P. Moore participe au lent développement de la communauté jusqu'en 1960. Âge de quatre-vingt-deux ans, il retourne à Miraflores pour raison de santé. Il y meurt en 1969.

### Transfert
Le lieu de la première fondation s'avère impropre à la vie cartusienne et les moines se mettent en quête d'un autre lieu où transférer la communauté naissante. Ce phénomène de transfert dans les premières années d'une fondation est fréquent dans l'histoire du monachisme. 
La propriété de 28 km2 sur laquelle est installée actuellement la chartreuse est un don de Joseph George Davidson (1892-1969), chimiste et universitaire renommé, ancien président du conseil d'administration de la division des produits chimiques de la Union Carbide et de son épouse, qui n'ayant pu avoir d'enfants voulaient léguer leurs biens à cette nouvelle fondation. Les moines y arrivent à partir de 1960 dans divers bâtiments provisoires, jusqu'à l'édification de leur nouvelle chartreuse en 1970, construite en blocs de granite du Vermont, par le bureau d'architectes Victor Christ-Janer et associés. Dom André Poisson en est le prieur de 1997 à 1999.
En pleine montagne, cette chartreuse est totalement isolée et entourée de forêts à des kilomètres à la ronde, non loin du lac Madeleine.